# Симфонічний хор BBC
Симфонічний хор BBC (англ. – BBC Symphony Chorus) – британський вокальний радіоансамбль у складі суспільного мовника BBC, що базується в Лондоні. В основному, хор дає концерти та здійснює записи разом із Симфонічним оркестром BBC, хоча також виступає і з іншими національними та іноземними оркестрами.

## Історія
У 1928 році Британська телерадіомовна корпорація BBC вирішила, що існує потреба у створенні власного великого аматорського хору. Було розміщено повідомлення про формування Національного хору, проходили прослуховування, в серпні 1928 року проведено трансляцію обговорення нового хору та його майбутньої програми. Хор дав свій перший виступ пізніше цього року в ораторії Гранвіля Бантока Поступ Пілігрима. Симфонічний хор BBC є на 4 роки старшим за Хор Українського радіо.

## Діяльність
Хор, як правило, асоціюється з Симфонічним оркестром BBC, він також виступає і самостійно в Барбікан-центрі та Королівському Альберт-Холі. Як хор-господар виступає на Променадних концертах BBC, як правило, у першу та останню ніч. Він робить регулярні записи для станції класичної музики BBC Radio 3.
Хоча за класифікацією Симфонічний хор BBC є аматорським, рівень хору широко визнаний винятковим. Роботи в його репертуарі настільки складні, що іноді є недоступними навіть для професіоналів. Репетиції відбуваються двічі на тиждень, хор має дуже високі та жорсткі вимоги до артистів.
Сер Ендрю Девіс, диригент Симфонічного оркестру BBC у 1989–2000 роках, є президентом хору. 
Сезон 2018–2019 років присвячений 90-річчю хору.